# Avro Lancaster
Avro Lancaster je britanski težki bombnik iz druge svetove vojne. Bombnik je leta 1941 izdelala britanska tovarna letal Avro za potrebe Kraljevega vojnega letalstva. Letalo je na svojo prvo bojno nalogo poletelo leta 1942, nato pa ga je RAF uporabljal vse do konca druge svetovne vojne. Poleg Združenega kraljestva so letalo uporabljale še številne druge države. Zadnji primerek so upokojili sredi šestdesetih let dvajsetega stoletja.
Bombnik, ki je bil posebej zasnovan za dolge polete nad Nemčijo so poganjali štirje motorji Rolls-Royce Merlin ter štirje trikraki propelerji. Letalo je imelo razen zadnjega kolesa uvlačljivo podvozje. V nosu letala se je nahajal prostor za bombnega namerilca, za njim pa sta bila pilot in letalski inženir. Takoj za pilotom je bil prostor za navigatorja in vezista. Pod pilotom se je nahajal 10 m dolg prostor za bombe, v katerega se je dalo namestiti do 5.450 kg bomb. Obstajale so tudi verzije bombnikov, ki so imeli bombniški prostor nekoliko predelan, tako da so lahko prevažali večje in težje bombe. Za vezistom se je nahajal glavni nosilec kril, ki je onemogočal prosto gibanje znotraj letala. Na koncu bombnega prostora je bila kupola s strojnico Browning M1919, ta se je lahko obračala v krogu 360º. Nekoliko za kupolo, na desni strani letala, so se nahajala vstopna in izstopna vrata, ki jih je bilo mogoče v primeru okvare letale uporabiti kot zasilni izhod za skok s padalom. V repu letala je bila nameščena še ena kupola, prav tako z Browningom M1919, ki je pokrivala zadnji del letala.
Med letoma 1942 in 1945 je Avro Lancaster opravil več kot 156.000 bojnih nalog ter nad Nemčijo in njenimi zaveznicami odvrgel 618.621 ton bomb. Letalo je sodelovalo tudi pri bombardiranju številnih strateško pomembnih objektov, na žalost pa tudi nekaj nestrateških. Najbolj znano je postalo bombardiranje Dresdna, jezov na nekaterih rekah v Porurju in križarke Tirpitz. Nekaj bombnikov je delovalo tudi na pacifiškem bojišču, kjer so proti koncu vojne bombardirali japonska mesta. Poleg tega so z njimi opravljali humanitarne naloge: aprila 1945 so bombniki pomagali reševati lakoto na okupiranem Nizozemskem, leta 1948 in 1949 pa so letala sodelovala tudi v berlinskem zračnem mostu.

## Različice
- B I, Special, (FE)
- PR 1
- B II, III, Special
- ASR III/ASR 3
- GR 3/MR 3
- B IV, V, VI, VII, X

## Uporabniki
- Argentina
- Avstralija
- Kanada
- Egipt
- Francija
- Poljska
- Sovjetska zveza
- Švedska
- Združeno kraljestvo